# Німеччина 83
Німеччина 83 (нім. Deutschland 83) — німецький телесеріал, що складається з восьми епізодів та розповідає про двадцятичотирирічного хлопця з НДР, який 1983 року потрапляє до ФРН під виглядом шпигуна головного управління розвідки Штазі. Створений німецькою компанією «UFA-Fiction» унаслідок співпраці американського кабельного телеканалу «SundanceTV» та німецького телеканалу «RTL Television». Прем'єра серіалу відбулася 17 червня 2015 року на телеканалі «SundanceTV», ставши у такий спосіб першим німецькомовним серіалом, який показали в американській телемережі. Трансляція супроводжувалася англійськими субтитрами. У листопаді 2015 року відбулася перша трансляція телесеріалу в Німеччині. Українською мовою телесеріал транслювався на телеканалі «НТН».

## Сюжет
| Сезон | Епізоди | Епізоди | Оригінальний показ | Оригінальний показ |
| Сезон | Епізоди | Епізоди | Перший показ       | Останній показ     |
| ----- | ------- | ------- | ------------------ | ------------------ |
| 1     | 8       | 8       | 6 травня 2015      | 8 травня 2015      |

«1983 рік. Геополітичне протистояння між СРСР і США загрожує перерости в повномасштабний військовий конфлікт. Секретні служби двох таборів ведуть потайливу війну, в яку не з власної волі виявляється втягнутий головний герой — 24-річний офіцер Національної народної армії НДР Мартін Раух. Перебуваючи на території ФРН, у лавах Бундесверу та НАТО, йому належить зіткнутися з різними труднощами шпигунського життя, постати перед складними і суперечливими питаннями, від яких залежить як його майбутнє, так і майбутнє всього світу…»

## Акторський склад
- Йонас Най (нім. Jonas Nay) — Мартін Раух / Моріц Штамм, кодове ім'я «Колібрі», прикордонник НДР, який під прикриттям потрапляє до ФРН, де видає себе за Моріца Штамма, оберлейтенанта та ад'ютанта генерал-майора Еделя;
- Марія Шрадер (нім. Maria Schrader) — Ленора Раух,[6] тітка Мартіна, працює на «штазі». Аташе з культурних питань та де-факто постійний представник НДР у Бонні.
- Ульріх Нетен (нім. Ulrich Noethen) — генерал-майор Вольфґанґ Едель, керівник Мартіна в Бундесвері. Генерал Едель працює з американцями в НАТО для розгортання ракетної системи «Першинґ-2».
- Сильвестер Ґрот (нім. Sylvester Groth) — Вольтер Швеппенстетте, бос Ленори.
- Соня Ґергардт (нім. Sonja Gerhardt) — Аннетт Шнайдер, наречена Мартіна, яка живе у Кляйнмахнові, НДР.[7]
- Людвіґ Трепте (нім. Ludwig Trepte) — оберлейтенант Алекс Едель, син генерала Еделя, який служить разом із Мартіном.
- Алекс Байєр (нім. Alexander Beyer) — Тобіас Тішбер, професор Боннського університету, поплічник Мартіна, який працює на головне управління розвідки «штазі».
- Ліза Томашевскі (нім. Lisa Tomaschewsky) — Івон Едель, дочка генерала Еделя, послідовниця культу Чандра Мохан Раджніша.
- Каріна Візе (нім. Carina Wiese) — Інґрід Раух, матір Мартіна, яка живе у Кляйнмахнові, НДР.
- Ґодегард Ґізе (нім. Godehard Giese) — підполковник Карл Крамер, приятель-шпигун, який допомагає Мартіну.
- Еррол Тротман Гервуд (нім. Errol Trotman Harewood) — генерал-майор Арнольд, американський генерал, який співпрацює з генералом Еделем у процесі розгортання ракетної системи «Першинґ-2».
- Мікаела Каспар (нім. Michaela Caspar) — фрау Нетц, секретарка генерала Еделя.
- Володимир Бурлаков (нім. Vladimir Burlakov) — Томас Посімскі, приятель Аннетт.
- Дженс Альбінус (нім. Jens Albinus) — Генрік Майєр, аналітик НАТО.
- Нікола Кастнер (нім. Nikola Kastner) — Лінда Сайлер, секретарка Майєра.

## Продовження
У листопаді 2015 року з'явилася перша інформація про продовження телесеріалу на другий сезон. 14 жовтня 2016 року оголошено про офіційне продовження під назвою «Німеччина 1986». Показ другого сезону заплановано на 2018 рік. Можливий третій сезон під назвою «Німеччина 1989», події якого відбуватимуться під час падіння Берлінської стіни